# 起輦谷
起輦谷（きれんこく）は、モンゴル帝国及び大元ウルスの歴代カアン（皇帝）が葬られた地の名称。漢文史料の『元史』にのみ言及される地名であり、そのモンゴル語原音や所在地については諸説あるが、現在ではヘンティー山脈中のクレルグ山（モンゴル語: Kürelgü）に当てる説が有力である。

## 名称
「起輦谷」という地名は『元史』にのみ記される地名であるが、所在地・地形など地名以外の情報が『元史』には一切記されていない。そのため、多くの研究者によってその所在地・語源について様々な説が唱えられてきた。現在では大きく分けて(1)「ケルレン」河の転写説、(2)漢語由来説、(3)「クレルグ」山の転写説、の3説が知られている。

### 「ケルレン」河の転写説
「起輦谷」という表記そのものは『元史』にしか現れないが、モンゴル帝国の初代皇帝チンギス・カンの墓所についての記述は他の史書にも言及があり、例えばペルシア語史料の『集史』などでは「ケルレン川の源流、ブルカン・カルドゥン」をチンギス・カンの墓所の所在地とする。そこで、「起輦谷」とは「起輦（ケルレン）の河谷」の意であると解釈するのがこの説である。この語源説に対しては、「ケルレン川」は『元史』の他の個所にも頻出する地名で、その漢字表記は「怯魯連」でほぼ一定しているにもかかわらず、わざわざ「起輦谷」という別表記を用いる必然がないとの批判がある。

### 漢語由来説
「起輦谷」という地名は何らかのモンゴル語の転写ではなく、そもそも漢語の地名であったとする説。フランス人研究者のポール・ペリオは「起輦谷」を「乗輦起程的山谷」という漢語から由来する地名であると論じたが、これは史料的な裏付けのある説ではなく、ほとんど支持されていない。

### 「クレルグ」山の転写説
この説は内モンゴルの研究者イリンチンが最初に提唱したもので、「起輦谷」を「秘史」で言及される「クレルグ山」の転写であるとする説。「起輦谷(kilengu)」と「クレルグ(Kürelgü)」では一見音が違うように見えるが、イリンチンは元代のモンゴル語漢字表記ではl音がn音の漢字で表記されることは屡々あると述べ、「クレルグ」が「起輦谷」と表記されることは十分にありえると指摘した。また、「元朝秘史』において「クレルグ山」は「ブルガン・カルドゥンの南」に位置すると記されており、ほかの史書の記述とも大きく矛盾しない。起輦谷の語源について、現在ではこの説が最も広く知られている。

## 歴史
モンゴル帝国の建国者、チンギス・カンは遠征先の西夏領六盤山で死去したが、その遺体は故郷のモンゴル高原にまで運ばれて埋葬された。その埋葬地こそが「起輦谷」であり、この地は後述するように史料によってさまざまな表現がされている。
第2代皇帝オゴデイ以後、歴代のモンゴル帝国皇帝は全員がチンギス・カンと同じ墓所（起輦谷）に葬られたようで、『元史』の各本紀は歴代皇帝が没後に「起輦谷に葬られ、諸帝陵に従った」と記す。唯一第4代皇帝のモンケのみは『元史』「憲宗本紀」に埋葬地が記されていないが、これはモンケが遠征先の合州で急死したためと考えられる。一方、『集史』「モンケ・カアン紀」にはモンケの遺体がモンゴル高原にまで運ばれ「チンギス・カンのそばに埋葬された」ことが明記されており、やはりモンケも起輦谷に葬られたことが確認される。また、明朝によって大都を追われたウカアト・カアンも「北葬された」としか記されていないが、これも明朝の情報収集力に限界があったためで、実際には起輦谷に葬られたものと推測されている。
ウカアト・カアン死後の北元時代は史料が限られており、歴代皇帝が引き続き起輦谷に葬られたかどうかは定かではない。

## チンギス・カンの墓所
先述したように「起輦谷」という地名は『元史」にのみ見られるものであるが、チンギス・カンの墓所は史料によってさまざまな表記がなされている。

### 「大禁地」yeke qorok
『元史』に並ぶモンゴル帝国の重要史料『集史』はチンギス・カンの墓所を「イェケ・コリク（大禁地）」と表記し、やはり歴代のカアンが同じ地に葬られたと記す。この記述に対応するのが南宋からモンゴル帝国に派遣された徐霆の記録で、『黒韃事略』には「チンギス・カンの墓には塚もなく馬で跡を踏みならして平地のようにしてしまっている。ただチンギス・カンの場合は墓地の周りは矢を挿した垣根を30里ほど廻らし、邏騎でこれを守らせている」と記される。 ここでいう垣根で仕切られた地こそが「集史』の述べる「大禁地」に相当するものと考えられる。

### 「大地母神山」yeke ötük
17世紀以降に編纂されたモンゴル年代記では、チンギス・カンの墓所を新たに「yeke ötük」と表現するようになる。例えば『蒙古源流』では、「主の黄金の亡骸をアルタイ・ハン山の南、ケンテイ・ハン山の北に、イェケ・オテクという地に葬ったという」と記され、多くのモンゴル年代記で同様の記述がなされている。「ötük」とは突厥の聖地「ウテュケン山」とも共通する語彙で、『元朝秘史』 では主に「高地」と訳される。また、『元朝秘史』には「ötügen eke=地母」という用例もあり、yeke ötükとは「大地母神山」を意味する地名で、「チンギス・カンの葬られた聖なる山」として起輦谷=クレルグ山がモンゴル人の信仰の対象となった結果、後世になってつけられた呼称であると考えられている。
以上の記述を総合すると、チンギス・カンの埋葬地の呼び方について「ケルレン河の源流地であるブルガン・カルドゥンには『クレルグ山』という山があり、これを漢文史料では『起輦谷』と表記した。起輦谷=クレルグ山の中には垣で囲まれた『大禁地』と呼ばれる聖地があり、その一角にモンゴル帝国歴代皇帝の墓所が作られたが、その地は極秘の場所として限られた者にしか知られていなかった。後世のモンゴル人はチンギス・カンと歴代皇帝が葬られた一帯を尊崇して『大地母神山』と呼んだ」と総括することができる。

## 起輦谷に葬られた歴代カアン
1. チンギス・カン／太祖テムジン（初代カアン）[6]
2. 太宗オゴデイ（第2代カアン）[7]
3. 定宗グユク（第3代カアン）[8]
4. 憲宗モンケ（第4代カアン）
5. セチェン・カアン／世祖クビライ（第5代カアン、大元ウルスとしては初代皇帝）[9]
6. オルジェイトゥ・カアン／成宗テムル（第6代カアン、大元ウルスとしては2代皇帝）[10]
7. クルク・カアン／武宗カイシャン（第7代カアン、大元ウルスとしては3代皇帝）[11]
8. ブヤント・カアン／仁宗アユルバルワダ（第8代カアン、大元ウルスとしては4代皇帝）[12]
9. ゲゲーン・カアン／英宗シデバラ（第9代カアン、大元ウルスとしては5代皇帝）[13]
10. 泰定帝イェスン・テムル（第10代カアン、大元ウルスとしては6代皇帝）[14]
11. クトクト・カアン／明宗コシラ（第11代カアン、大元ウルスとしては7代皇帝）[15]
12. ジャヤガトゥ・カアン／文宗トク・テムル（第12代カアン、大元ウルスとしては8代皇帝）[16]
13. 寧宗リンチンバル（第13代カアン、大元ウルスとしては9代皇帝）[17]
14. ウカアト・カアン／順帝トゴン・テムル（第14代カアン、大元ウルスとしては10代皇帝）[18]